# Liste der Althistoriker an der Georg-August-Universität Göttingen
In der Liste der Althistoriker an der Georg-August-Universität Göttingen werden alle Althistoriker aufgeführt, die am Althistorischen Seminar der Georg-August-Universität Göttingen als Hochschullehrer tätig waren oder sind. Das umfasst im Allgemeinen ordentliche, außerplanmäßige, Gast- und Honorarprofessoren sowie Privatdozenten. In begründeten Ausnahmefällen können auch andere Dozenten aufgenommen werden.
Das Fach Alte Geschichte wurde zunächst am Seminar für Klassische Philologie, das zeitweise auch Institut für Klassische Altertumswissenschaften hieß, und am Historischen Seminar innerhalb der Universalgeschichte gelehrt. Seit 1877 gab es eine eigenständige althistorische Professur.
Angegeben ist in der ersten Spalte der Name der Person und ihre Lebensdaten, in der zweiten Spalte wird der Eintritt in die Universität angegeben, in der dritten Spalte das Ausscheiden. Spalte vier nennt die höchste an der Georg-August-Universität Göttingen erreichte Position. An anderen Universitäten kann der entsprechende Dozent eine noch weitergehende wissenschaftliche Karriere gemacht haben. Die nächste Spalte nennt Besonderheiten, den Werdegang oder andere Angaben in Bezug auf die Universität oder das Seminar. In der letzten Spalte werden Bilder der Dozenten gezeigt, was derzeit aufgrund der Bildrechte jedoch schwer ist.
| Wissenschaftler                                | von  | bis  | Funktionen                  | Bemerkungen | Bild |
| ---------------------------------------------- | ---- | ---- | --------------------------- | --- | ---- |
| Johann Matthias Gesner (1691–1761)             | 1734 | 1761 | Professor                   | Erster Professor an der Universität bei der Gründung; Professor für Poesie und Beredsamkeit; legte als Bibliothekar und Altphilologe die Grundlagen für alle Altertumswissenschaften an der Universität                                                             |      |
| Christian Gottlob Heyne (1729–1812)            | 1763 | 1812 | Professor                   | Professor der Rhetorik; Nachfolger Gesners; einer der Begründer der modernen Altertumswissenschaften |      |
| Arnold Heeren (1760–1842)                      | 1784 | 1842 | Ordinarius                  | 1794 ordentlicher Professor der Philosophie, 1801 der Geschichte; behandelte neben der Alten Geschichte auch die des Mittelalters und der Frühen Neuzeit |      |
| Karl Hoeck (1794–1877)                         | 1818 | 1875 | Ordinarius                  | Privatdozent, 1823 Extraordinarius, 1831 Ordinarius; seit 1845 Direktor der Bibliothek; lehrte Alte Geschichte und Klassische Philologie |      |
| Karl Otfried Müller (1797–1840)                | 1819 | 1840 | Ordinarius                  | Altphilologe und einer der Begründer der Klassischen Archäologie und Alten Geschichte; 1819 Außerordentlicher Professor, 1823 Ordentlicher Professor und Mitglied in der Göttinger Sozietät der Wissenschaften; 1832 Hofrat; 1835 zusätzlich Professor für Eloquenz |      |
| Ernst Curtius (1814–1896)                      | 1855 | 1867 | Ordinarius                  | Altphilologe; 1844 bis 1850 Hauslehrer des späteren Kaisers Friedrich III.; 1867 Direktor des Berliner Antiquariums; Initiator der deutschen Ausgrabungen in Olympia                                                                                                |      |
| Kurt Wachsmuth (1837–1905)                     | 1868 | 1877 | Ordinarius                  | 1868 Ordentlicher Professor für Klassische Philologie; erwarb sich besondere Verdienste um die Quellenkritik und die antike Topografie |      |
| Otto Hirschfeld (1843–1922)                    | 1869 | 1872 | Privatdozent                | Epigraphiker |      |
| Heinrich Nissen (1839–1912)                    | 1877 | 1878 | Ordinarius                  | erster Inhaber des Lehrstuhls für Alte Geschichte; wechselte schon 1878 nach Straßburg, später nach Bonn |      |
| Christian August Volquardsen (1840–1917)       | 1879 | 1897 | Ordinarius                  | Nachfolger Nissens, wegen mangelnder Leistung in der Lehre umstritten und als Ordinarius zunächst von Wilamowitz vertreten und durch Busolt ersetzt, mit dem er den Lehrplatz tauschte                                                                              |      |
| Ulrich von Wilamowitz-Moellendorff (1848–1931) | 1883 | 1897 | Ordinarius                  | Altphilologe mit einer universalaltertumswissenschaftlichen Ausrichtung, lehrte auch Alte Geschichte wegen der Unzulänglichkeiten Volquardsens in der Lehre |      |
| Hugo Willrich (1867–1950)                      | 1896 | 1904 | Privatdozent                | 1893 Promotion in Göttingen, 1896 Habilitation; 1904 zunächst wegen nicht erfolgter Berufung auf eine Professur in den Schuldienst gewechselt |      |
| Georg Busolt (1850–1920)                       | 1897 | 1920 | Ordinarius                  | Nachfolger Volquardsens (zuvor 1879 außerordentlicher Professor in Kiel, 1881 Ordinarius); Kenner der griechischen Geschichte |      |
| Ulrich Kahrstedt (1888–1962)                   | 1920 | 1952 | Ordinarius                  | Nachfolger Busolts |      |
| Alfred Heuß (1909–1995)                        | 1954 | 1977 | Ordinarius                  | Nachfolger Kahrstedts; 1954 bis 1958 Vorsitzender der Mommsen-Gesellschaft; verfasste mit der Römischen Geschichte eines der wichtigsten althistorischen Werke des 20. Jahrhunderts                                                                                 |      |
| Helga Botermann (* 1938)                       | 1968 | 2003 | Privatdozentin              | Studienrätin im Hochschuldienst, dann Akademische Rätin/Oberrätin |      |
| Friedemann Quaß (* 1941)                       |      | 2006 | Außerordentlicher Professor | seit Anfang der 1970er-Jahre Akademischer Rat/Oberrat; Habilitation 1988 |      |
| Jochen Bleicken (1926–2005)                    | 1978 | 1999 | Ordinarius                  | Nachfolger Heuß’; 1961 Habilitation in Göttingen, danach nicht in Göttingen, 1978 Ordinarius, 1991 Emeritierung, lehrte noch bis 1999 |      |
| Michael Stahl (* 1948)                         | 1986 | 1991 | Außerplanmäßiger Professor  | |      |
| Egon Flaig (* 1949)                            | 1991 | 1993 | Professor                   | 1991 bis 1993 Lehrstuhlvertretung |      |
| Gustav Adolf Lehmann (* 1942)                  | 1993 | 2010 | Ordinarius                  | Nachfolger Bleickens |      |
| Bruno Bleckmann (* 1962)                       | 1994 | 1998 | Privatdozent                | 1994 Mitarbeiter, 1995 Privatdozent |      |
| Loretana de Libero (* 1965)                    | 1996 | 1999 | Privatdozentin              | 1991 Promotion, 1995 Habilitation, 1996 Lehrauftrag und Privatdozentin |      |
| Boris Dreyer (* 1967)                          | 1996 | 2010 | Außerplanmäßiger Professor  | 1996 Wissenschaftlicher Mitarbeiter, 1999 Wissenschaftlicher Assistent, 2003 Privatdozent, 2008 Außerplanmäßiger Professor |      |
| Hartmut Leppin (* 1963)                        | 1998 | 2001 | Privatdozent                | 1998 Privatdozent |      |
| Tanja Scheer (* 1964)                          | 2011 |      | Ordinaria                   | Nachfolgerin Lehmanns |      |

Inhaber des Lehrstuhls:
- 1877–1878 Heinrich Nissen
- 1878–1897 Christian August Volquardsen
- 1897–1920 Georg Busolt
- 1920–1952 Ulrich Kahrstedt
- 1954–1977 Alfred Heuß
- 1978–1991 Jochen Bleicken
- 1993–2010 Gustav Adolf Lehmann
- seit 2011 Tanja Scheer